# 前新健
前新 健（まえあら けん、1952年9月2日 -）は、沖縄県八重山郡竹富町出身。父親(前新透)は沖縄県の教育者である。
現在は、学校法人KBC学園　専修学校インターナショナルデザインアカデミー校長、社会福祉法人憲章会理事、沖縄県専修学校・各種学校協会理事を務める。

## 経歴
昭和27年沖縄県八重山郡竹富町に生まれ、昭和26年沖縄県立八重山高等学校を卒業し、昭和52年中央大学法学部法律学科を経て、沖縄県八重山支庁県税課へ就職する。
その後、昭和54年から県内の小中高校の教諭を務め、那覇西高等学校や首里高等学校校長の経歴を経て、平成25年から学校法人KBC学園　専修学校インターナショナルデザインアカデミー校長を務める。インターナショナルデザインアカデミーは専門課程（沖縄県浦添市）高等課程（那覇市東町）があり、両方の校長を務める。
高等課程は、2015年に野球部創立。神山 昂監督と共にその創立から携わる。野球部は2018年創部4年目で第65回沖縄県春季高等学校野球大会を制し、第142回九州地区高等学校野球大会に初出場。プロ野球新人選手選択会議（ドラフト会議）において、総合学科スポーツコース（野球専攻）3年 宜保 翔（ぎぼ しょう）がオリックス・バファローズから５位指名を受ける。
- 平成２年
  - 沖縄県高等学校社会科研究会理事に就任。

- 平成６年
  - 沖縄県高等学校野球連盟常任理事に就任。（平成１４年度まで）
- 平成２２年
  - 全国高等学校長会理事に就任。
  - 九州地区高等学校長会会長に就任。
  - 「美ら島沖縄総体2010」高校生一人一役活動推進委員会会長
- 平成２５年
  - 未来高等学校沖縄学習センター　センター長に就任。
- 平成２８年～（現在）
  - 沖縄県専修学校・各種学校協会理事[1]に就任。
  - 専修学校インターナショナルデザインアカデミー校長に就任。

専修学校インターナショナルデザインアカデミーには高等課程（那覇市東町23-1）があり、スポーツコースは2015年5月に学校法人KBC学園未来高等学校沖縄野球部として沖縄県高等学校野球連盟に加盟。
元沖縄県高校野球連盟常任理事・副会長、元沖縄県高等学校長協会会長、元沖縄県高等学校ＰＴＡ連合会顧問

## 趣味
趣味は、映画鑑賞と読書である。特に映画鑑賞で、大学時代から４７年間、県内外の映画館でチラシを集め続けておりチラシコレクターである。2017年時点では、邦画・洋画を合わせチラシ約２万３千種類、パンフレット約１３００冊、チケット半券約７００枚を収めたファイルが所狭しと並ぶ。

## 共著・編集
- 平和教育実践選書４「沖縄戦と核基地」平成2年（桐書房）
- 「平和のためのガイドブック　沖縄」[3] 平成7年（クリスタル出版）
- 「先生！学校楽しいね！」平成11年（県民間教育研究所ブックレット２）
- 「新政治経済要点ノート」「新政治経済研究ノート」改訂・編集平成4～6年（啓隆社）
- 高校野球史第Ⅲ巻」平成8年 （沖縄県高等学校野球連盟）